# Armillaria tabescens
L'Armillaria tabescens (Scop. Emel 1921) è un fungo autunnale molto popolare in alcune zone d'Italia e pressoché sconosciuto in altre; è noto ai più come chiodino o famigliola, appellativi che divide equamente con Armillaria mellea, da cui però differisce per molte caratteristiche, in primis per via delle dimensioni dei chiodi che sono notevolmente più ridotte in A. tabescens.
Come per A. mellea questo fungo andrebbe consumato in quantità modiche in quanto piuttosto pesante da digerire e comunque va ben cotto dato che è tossico da crudo; poco cotto può dare luogo a problemi gastro-intestinali, se pur di lieve entità.
A volte viene erroneamente appellato "chiodino" anche Agrocybe aegerita che in realtà è noto per l'appellativo di "pioppino".

## Descrizione della specie
Cappello
Carnoso, convesso, poi appianato-depresso, umbonato; orlo sottile, involuto e lobato; bruno-rossastro o bruno-giallo, ricoperto da squamette più scure; 2–8 cm di diametro.
Lamelle
Fitte, appena decorrenti al gambo, da biancastre a rosa-bruno, o con colore al cappello.
Gambo
Pieno, alto, cilindrico, fibrilloso, liscio, colore ocra-bruno o rossiccio pallido, attenuato alla base, per compressione, con altri gambi dello stesso ceppo. Tipicamente privo di anello.
Carne
Biancastra, fragile nei cappelli, elastica e più coriacea nei gambi. A volte quasi legnosa alla base dei cespi.
- Odore: forte, più o meno gradevole, dolce ed acidulo.
- Sapore: dolce, a volte con retrogusto leggermente amarognolo. Un po' acidulo e marcatamente amarognolo negli esemplari più vecchi che talvolta risultano anche un po' viscidi.

Spore
Ellittico-ovoidali, bianche o crema pallido in massa.

## Habitat
Specie cespitosa, fruttifica in autunno nei boschi di latifoglie, in gruppi sulle radici o sulle ceppaie. Un singolo cespo può arrivare a contenere centinaia di cappelli.

## Commestibilità
Questo fungo è tossico da crudo. Da cotto è commestibile molto buono e piuttosto ricercato, previa cottura (con eliminazione dell'acqua di prebollitura, come per Armillaria mellea).
AttenzionePossibili intolleranze individuali, che possono insorgere anche successivamente a precedenti utilizzi alimentari.
Astenersi dal consumo di esemplari troppo vecchi in quanto spesso possiedono un sapore sgradevole e la carne piuttosto viscida.

## Etimologia
- Genere: dal latino armilla = braccialetto, armillaria = attinente ai braccialetti, per il suo anello.
- Specie: dal latino tabescere = liquefarsi, marcire, per la facile decomposizione.

## Nomi comuni
- Chiodino
- Famigliola
- Sciattini (nel livornese),  Sementino[1]

- Sementrecoli (zona dei Monti Cimini)
- Settembrino(nel veneziano)

## Specie simili
- Armillaria mellea, da cui si differenzia per l'assenza di anello, caratteristica che la pone in contraddizione con la stessa definizione del genere armillaria.
- Collybia fusipes, da cui si differenzia perché quest'ultima specie possiede lamelle adnate e non decorrenti, per via dell'odore completamente differente nelle due specie e perché la C. fusipes possiede un gambo fibroso e stopposo.

## Sinonimi e binomi obsoleti
- Agaricus gymnopodius Bull., Herbier de la France: tab. 601 (1798)
- Agaricus gymnopodius sensu Quelét, fide Pearson &; Dennis (1948); fide Checklist of Basidiomycota of Great Britain and Ireland (2005)
- Agaricus socialis DC., Fl. Fr. 6: 48 (1815)
- Agaricus tabescens Scop., Fl. carniol., Edn 2 (Vienna) 2: 446 (1772)
- Armillaria mellea var. tabescens (Scop.) Rea & Ramsb., Trans. Br. mycol. Soc. 5: 352 (1917)
- Armillaria socialis (DC.) Herink, Sympozium o Václavce Obecné Armillaria mellea (Vahl ex Fr.) Kumm. (Brno): 44 (1973)
- Armillariella tabescens (Scop.) Singer
- Clitocybe gymnopodia sensu Kühner & Romagnesi (1953)
- Clitocybe gymnopodia (Bull.) Gillet, Hyménomycètes (Alençon): 162 (1874)
- Clitocybe monadelpha (Morgan) Sacc., Sylloge fungorum (Abellini) 5: 164 (1887)
- Clitocybe socialis (DC.) Gillet, Hyménomycètes (Alençon): 159 (1874)
- Clitocybe tabescens (Scop.) Bres., Iconographia Mycologica 3: 134 (1928) [1927]
- Collybia tabescens (Scop.) Fr.
- Flammula gymnopodia (Bull.) Fr., Mém. Soc. Émul. Montbéliard, Sér. 2 5: 346 (1873)
- Lentinus caespitosus Berk., J. Bot., London 6: 317 (1847)
- Monodelphus caespitosus (Berk.) Murrill, Mycologia 3: 192 (1911)
- Omphalia gymnopodia sensu Quélet [Flore mycologique de la France et des pays limitrophes: 251 (1888)]
- Pholiota gymnopodia (Bull.) A.F.M. Reijnders, Persoonia 17(1): 113 (1998)
- Pleurotus caespitosus (Berk.) Sacc., Sylloge fungorum (Abellini) 5: 352 (1887)
- Pocillaria caespitosa (Berk.) Kuntze, Revis. gen. pl. (Leipzig) 2: 865 (1891)